# Haruehun Airry
«  Airry » redirige ici. Ne pas confondre avec Airy.
Haruehun Airry Noppawan (né le 6 septembre 1986), mieux connu sous Haruehun Airry, est un photographe thaïlandais qui vit à Bangkok, en Thaïlande.

## Biographie

### Famille, jeunesse et formation
Haruehun Airry a obtenu un baccalauréat en arts en Communication Management de l'Université Chulalongkorn, où il se lie d'amitié avec Charm Osathanond, Miss Thailand Universe. Il a commencé la photographie depuis.

## Carrière
Sa photographie est réputée largement à partir d'images de sexe masculin[Quoi ?]. Il a publié de nombreux ouvrages sur l'Asie, l'espace médias sociaux depuis qu'il était étudiant,, et plus tard dans les publications de renommée mondiale telles qu'Attitude et Men's Health Thaïlande. Il a également introduit de nouveaux modèles masculins face à l'industrie du divertissement. En plus d'être connu en tant que photographe, il est aussi un spécialiste des médias sociaux. Burson-Marsteller, une des plus grandes agences de communication du monde, a reconnu sa contribution à la Burson-Marsteller Asia-Pacific Social Media Study,. Attitude Magazine dans son numéro de la première langue thaïlandaise[pas clair] a noté que Haruehun Airry est le plus jeune photographe à succès. Haruehun Airry est célèbre pour ses portraits artistiques de nus masculins qui associent fitness et esthétique corporelle. Son travail promeut la positivité corporelle et l’acceptation de soi. Cette exposition conduit souvent à des opportunités professionnelles pour les modèles. La photographie de Haruehun remet également en question les normes traditionnelles de la masculinité et élève la représentation des corps masculins asiatiques dans les arts visuels.